# 頭屋一交流道
頭屋一交流道為臺灣台72線的交流道，位於臺灣苗栗縣頭屋鄉，指標為10k，在2001年1月通車，可銜接台13線通往國道一號之頭屋交流道。
|            | 10 頭屋一 |  | 頭屋 苗栗 |
| 頭屋交流道 | 10 頭屋一 |  |           |

## 鄰近公路
- 國道一號：頭屋交流道
- 台6線
- 台13線
- 苗25線

## 外部連結
- 台72線頭屋一交流道示意圖 （页面存档备份，存于）（交通部公路總局）